# William Zirkler

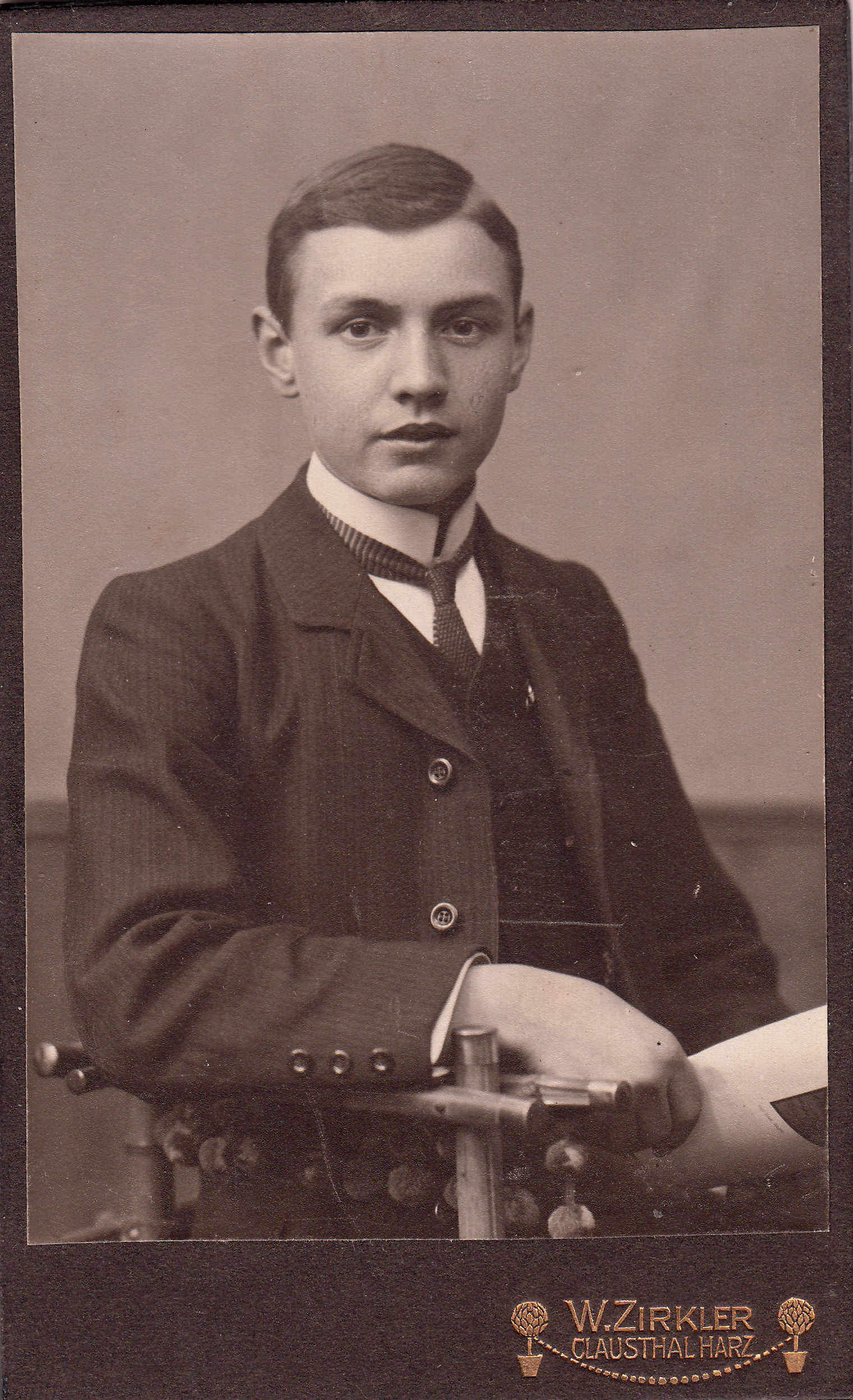
William Zirkler (um 1910)

William Zirkler (* 2. Januar 1869 in Clausthal; † 11. April 1928 in Göttingen) war ein deutscher Fotograf und Protagonist insbesondere der Industrie-, Bergwerks- und Hütten-Fotografie.

## Leben
William Zirkler war ein Sohn des Clausthaler Fotografen Friedrich Zirkler (1827–1909). Nach dem Besuch des Clausthaler Gymnasiums studierte er ab 1886 an der Clausthaler Bergakademie sowie in Berlin an der dortigen Technischen Hochschule und war dann als Fotograf tätig.
1901 übernahm William Zirkler das von seinem Vater in Clausthal-Zellerfeld gegründete Atelier, wurde parallel dazu tätig in der Untertage- und Industriefotografie, insbesondere im Harzer Bergbau, für die Ilseder Hütte und die Peiner Walzwerke.
1909 heiratete Zirkler die Paula, geborene Gennerich, mit der er zwei Söhne hatte. Nach Zirklers Tod im Jahr 1928 übernahm der aus Hannover stammende Fotograf Paul Sandberg das Zirklersche Atelier in Clausthal.